# Cabinet Ramelow I
Pour les articles homonymes, voir Cabinet Ramelow.
État libre de Thuringe
Lieberknecht Ramelow II
Le cabinet Ramelow I (en allemand : Kabinett Ramelow I) est le gouvernement du Land de Thuringe entre le 5 décembre 2014 et le 5 février 2020, durant la sixième législature du Landtag.

## Coalition et historique
Dirigé par le ministre-président Bodo Ramelow, membre de Die Linke, ce gouvernement est constitué et soutenu par une « coalition rouge-rouge-verte » entre Die Linke (Linke), le Parti social-démocrate d'Allemagne (SPD) et l'Alliance 90 / Les Verts (Grünen). Ensemble, ils disposent de 46 députés sur 91, soit 50,5 % des sièges du Landtag.
Il est formé à la suite des élections régionales du 14 septembre 2014.
Il succède au cabinet de la chrétienne-démocrate Christine Lieberknecht, constitué et soutenu par une « grande coalition » entre l'Union chrétienne-démocrate d'Allemagne (CDU) et le SPD.
Au cours du scrutin, la CDU confirme sa position de première force politique du Land avec une majorité relative légèrement renforcée, tandis que Die Linke enregistre son meilleur résultat depuis 1990 et le SPD son plus mauvais. Bien que la reconduction de la majorité sortante soit arithmétiquement possible, les sociaux-démocrates préfèrent engager des négociations avec la gauche radicale et les écologistes.
Après l'aboutissement de celles-ci au bout de trois mois, Bodo Ramelow est investi par le Landtag par 46 voix pour et 43 contre au second tour de scrutin, après avoir recueilli 45 voix pour et 44 contre au premier tour, soit une voix de moins que la majorité requise. Il forme alors un cabinet de neuf membres, comptant une majorité de femmes, dirigé pour la première fois par un membre de la gauche radicale. Depuis 1990, jamais encore la CDU n'avait siégé dans l'opposition.
Le 4 février 2020, trois mois après les élections régionales qui ont débouché sur un Parlement sans majorité, le candidat du FDP Thomas Kemmerich est élu ministre-président face à Ramelow au troisième tour de scrutin, bénéficiant du soutien de l'Union chrétienne-démocrate et de l'AfD. Critiqué de toutes parts pour avoir obtenu l'appui de l'extrême droite, Kemmerich annonce sa démission le lendemain. Ramelow est finalement réélu par le Landtag le 4 mars suivant.

## Composition
| Poste                                                                                                | Ministre                             | Ministre                               | Parti  |
| --- | ------------------------------------ | -------------------------------------- | ------ |
| Ministre-président                                                                                   |                                      | Bodo Ramelow                           | Linke  |
| Vice-ministre-présidente Ministre des Finances                                                       |                                      | Heike Taubert                          | SPD    |
| Ministre de l'Intérieur et des Affaires communales                                                   |                                      | Holger Poppenhäger jusqu'au 30/08/2017 | SPD    |
| Ministre de l'Intérieur et des Affaires communales                                                   | Georg Maier à partir du 30/08/2017   |                                        | SPD    |
| Ministre de l'Éducation, de la Jeunesse et des Sports                                                |                                      | Birgit Klaubert jusqu'au 04/07/2017    | Linke  |
| Ministre de l'Éducation, de la Jeunesse et des Sports                                                | Helmut Holter à partir du 17/08/2017 |                                        | Linke  |
| Ministre du Travail, des Affaires sociales, de la Santé, des Femmes et de la Famille                 |                                      | Heike Werner                           | Linke  |
| Ministre de l'Économie, de la Science et de la Société numérique                                     |                                      | Wolfgang Tiefensee                     | SPD    |
| Ministre de l'Environnement, de l'Énergie et de la Protection de la Nature                           |                                      | Anja Siegesmund                        | Grünen |
| Ministre des Infrastructures et de l'Agriculture                                                     |                                      | Birgit Keller                          | Linke  |
| Ministre de l'Immigration, de la Justice et de la Protection des consommateurs                       |                                      | Dieter Lauinger                        | Grünen |
| Ministre de la Culture, des Affaires fédérales et européennes Directeur de la chancellerie régionale |                                      | Benjamin-Immanuel Hoff                 | Linke  |